# Picchio dal Pozzo
Picchio dal Pozzo est un groupe de rock progressif italien, originaire de Gênes. Il est formé en 1976 et encore en activité. C’est un des rares groupes de rock italiens que l’on peut rattacher à l’école de Canterbury.

## Biographie
L'activité de Picchio dal Pozzo est occasionnelle ; seuls cinq albums ont été publiés en 40 ans (1976-2011). Le style musical du groupe diverge du rock progressif italien classique, et s'inspire de la scène de Canterbury, et de groupes de jazz rock/avant-garde (comme Soft Machine, Henry Cow et Frank Zappa),. Le nom Picchio dal Pozzo (qui signifie littéralement « le pic vert du puits ») émerge lorsque l'un des membres réalise une couverture qui montre un chevalier en armure avec une plume sur le casque ; Picchio dal Pozzo devait être le nom du chevalier
Même si le groupe n'atteint pas le succès commercial, ses morceaux sont bien accueillis par la presse. Leur premier album, l'éponyme Picchio dal Pozzo (1976, dédié à Robert Wyatt) est décrit comme le « pilier du rock italien » et reste apprécié des connaisseurs.
Leur deuxième album, Abbiamo tutti i suoi problemi, est plus expérimental, et est comparé à Zappa, Henry Cow, The Muffins, et National Health,. Après la sortie de  Abbiamo tutti i suoi problemi, Picchio dal Pozzo se sépare.
Au début des années 2000, les albums de Picchio dal Pozzo sont réédités, et un nouvel album, Camere Zimmer Rooms, est publié. Le groupe joue aussi sur scène. En 2004, ils sortent leur premier album depuis 1980, Picnic @ Valdapozzo, avec Demetrio Stratos. Le groupe reste actif en 2011.

## Membres

### Membres actuels
- Aldo de Scalzi - claviers, percussions, chant (depuis 1976)
- Paolo Griguolo - guitare, chant (depuis 1976)
- Andrea Beccari - basse, chant (depuis 1976)
- Roberto Romani - saxophone, flûte (depuis 1977)
- Aldo di Marco - batterie, percussions (depuis 1977)

### Anciens membres
- Giorgio Karaghiosoff - saxophone, flûte, percussions, chant (1976)
- Claudio Lugo - saxophone, flûte (1977-1979)

## Discographie

### Albums studio
- 1976 : Picchio dal Pozzo (Grog)
- 1980 : Abbiamo tutti i suoi problemi (L’Orchestra)
- 2001 : Camere Zimmer Rooms (Cuneiform)
- 2004 : Pic_nic @ Valdapozzo (Auditorium)

### EP
- 1980 : Uccellin dal bosco (L’Orchestra)

### Apparitions
- 1981 : Raccomandato di vinile, L’Orchestra (contient Uccellin dal bosco)
- 1982 : Recommended Records Sampler, Recommended (sorti uniquement au Royaume-Uni, contient Uccellin dal bosco)